# Finntorpasjön
Finntorpasjön är en sjö i Örebro kommun i Närke och ingår i Nyköpingsåns huvudavrinningsområde. Sjön har en area på 0,0641 kvadratkilometer och ligger 77 meter över havet. Sjön avvattnas av vattendraget Gammalån.

## Delavrinningsområde
Finntorpasjön ingår i det delavrinningsområde (654903-150053) som SMHI kallar för Mynnar i Nyköpingsån. Medelhöjden är 70 meter över havet och ytan är 77,61 kvadratkilometer. Det finns inga avrinningsområden uppströms utan avrinningsområdet är högsta punkten. Gammalån som avvattnar avrinningsområdet har biflödesordning 2, vilket innebär att vattnet flödar genom totalt 2 vattendrag innan det når havet efter 93 kilometer. Avrinningsområdet består mestadels av skog (54 procent) och jordbruk (28 procent). Avrinningsområdet har 0,35 kvadratkilometer vattenytor vilket ger det en sjöprocent på 0,4 procent.